# Teti (faraó)
Teti (em egípcio:  t t i), também denominado Otoes, foi o primeiro faraó e fundador da VI dinastia egípcia. Seu reinado foi bem curto e pouco se sabe dele. Mênfis era sua capital e foi enterrado numa tumba em Sacará. Era filho de Sexexete, cuja rainha foi mencionada num túmulo descoberto em 8 de novembro de 2008, que o ajudou a ganhar o trono e reconciliar com duas facções rivais.

## Data de reinado
Segundo o historiador Manetão, Teti teria reinado de 30 a 33 anos antes de sua morte. Contudo, a Pedra de Palermo sugere que este reinou por mais ou menos 13 anos.

## Reinado
A transição do reinado de Unas, da V dinastia, para Teti é bem duvidosa. Alguns investigadores apontam que esta transição é tumultuada, porém outros como uma transição pacífica devido ao casamento do faraó com Ipute, filha de Unas.
De acordo com a arqueóloga Joyce Tyldesley, Teti poderia ter sido filho ou genro de Unas e que seu vizir Cagemni havia servido este rei e Tanquerés, penúltimo faraó da dinastia antecessora. Logo, não tinha uma quebra óbvia entre as dinastias V e VI, mas tanto Manetão quanto o Cânone de Turim separam as dinastias. Propriamente o faraó sugere uma razão com seu nome de Hórus escolhido "Aquele Que Reconcilia Ambas As Terras", um nome que cheira a revoltas civis resolvidas, mas não há evidências arqueológicas ou textuais sobre tais conflitos.
Para consolidar sua autoridade em seu reinado, era necessário que Teti recompensasse seus partidários e ganhasse a simpatia de membros da elite. O favor ganho pode ser visto no registro funerário de Sacará, onde tumbas de elite ricamente decoradas se aglomeram ao redor da pirâmide de Teti.
Além de Ipute, Teti foi casado com Cuite e com Quentecaus. Ele foi considerado como um governador pacificador e que foi o primeiro rei que cultuou a deusa Hator em Dendera.
O nome de Teti foi encontrado na costa da Fenícia, o que comprova que fez contatos comerciais de longa distância, e que este fez também uma expedição militar à Núbia.
Manetão aponta que Teti havia sido assassinado por sua própria escolta no final de seu reinado, porém não estava comprovado em algumas fontes.